# Medalla Lorentz
La Medalla Lorentz es un premio entregado cada cuatro años por la Real Academia de Artes y Ciencias de los Países Bajos. Fue establecido en 1925 por ocasión del 50 aniversario del doctorado de Hendrik Lorentz. Esta medalla de oro es entregada por importantes contribuciones en física teórica, pero en el pasado se la dio a físicos experimentales también. Muchos de los galardonados recibieron con posterioridad el Premio Nobel. 
El físico argentino Juan Martín Maldacena es el único científico de habla hispana y de Iberoamérica en haber recibido el galardón.

## Lista de galardonados
| Año  | Ganador                          |
| ---- | -------------------------------- |
| 2018 | Juan Martín Maldacena            |
| 2014 | Michael Berry                    |
| 2010 | Edward Witten                    |
| 2006 | Leo P. Kadanoff                  |
| 2002 | Frank Wilczek                    |
| 1998 | Carl E. Wieman y Eric A. Cornell |
| 1994 | Aleksandr Poliakov               |
| 1990 | Pierre-Gilles de Gennes          |
| 1986 | Gerard 't Hooft                  |
| 1982 | Anatole Abragam                  |
| 1978 | / Nicolaas Bloembergen           |
| 1974 | John H. van Vleck                |
| 1970 | / George Uhlenbeck               |
| 1966 | / Freeman J. Dyson               |
| 1962 | / Rudolf Peierls                 |
| 1958 | / Lars Onsager                   |
| 1953 | / Fritz London                   |
| 1947 | Hendrik A. Kramers               |
| 1939 | Arnold Sommerfeld                |
| 1935 | / Peter Debye                    |
| 1931 | / Wolfgang Pauli                 |
| 1927 | Max Planck                       |